# 内米湖
内米湖（義大利語：Lago Di Nemi）是意大利中部拉齐奥区的一个火山口湖，位于罗马东南部，阿尔巴诺湖东南2.4公里。湖岸线长约5.5公里，深约34米，在古代，内米湖被称为 Speculum Dianae (意为“狄安娜的镜子”)，是一座圣湖，范围还包含今阿里恰（Ariccia）地区，在湖泊东北部发现有庙宇遗址。
在湖泊西部湖底有两艘古罗马战船沉船，20世纪20年代湖水水位下降时露出水面。在两艘卡利古拉时代的沉船上发现了大量文物，并被保存在罗马的博物馆中。不幸的是两艘古船在1944年5月31日被撤退的德国军队埋掉，未能保存下来。